# متأسفم، شماره اشتباه است
متأسفم، شماره اشتباه است (انگلیسی: Sorry, Wrong Number) فیلمی در ژانر جنایی به کارگردانی آناتول لیتواک است که در سال ۱۹۴۸ منتشر شد.

## بازیگران
- باربارا استانویک
- برت لنکستر
- وندل کوری
- اد بگلی
- لیف اریکسون
- ویلیام کنراد
- جان برومفیلد
- جویس کامپتون
- کریستین میلر